# 16 mars aux Jeux paralympiques d'hiver de 2014
Pour un article plus général, voir Jeux paralympiques d'hiver de 2014.
Le dimanche 16 mars aux Jeux paralympiques d'hiver de 2014 est le neuvième et dernier jour de compétition.

## Programme
| Heure UTC+4 (Sotchi)                          |               |
| bleu                                          | Cérémonie     |
| neutre                                        | Épreuve       |
| or                                            | Finale        |
| orange                                        | Petite finale |
| rose                                          | Reporté       |
| gris                                          | Annulé        |
| Compétition masculine                         | Hommes        |
| Compétition féminine                          | Femmes        |
| Compétition mixte (hommes et femmes mélangés) | Mixte         |
| Compétition en couple (1 homme et 1 femme)    | Couple        |
| modifier                                      |               |

L'heure indiquée est celle de Sotchi, pour l'heure Française il faut enlever 3 heures.
| Horaire | Discipline Spécialité | Discipline Spécialité              | Discipline Spécialité | Phase      | Résultats                                                     | Références |
| 09:30   |                       | Ski alpin Slalom géant malvoyants  |                       | 1re manche | -                                                             |            |
| 09:55   |                       | Ski alpin Slalom géant debout      |                       | 1re manche | -                                                             |            |
| 10:00   |                       | Ski de fond 10 km libre debout     |                       | Finale     | Aleksandr Pronkov · Vladimir Kononov · Vladislav Lekomtcev    | [ 1 ]      |
| 10:20   |                       | Ski de fond 10 km libre malvoyants |                       | Finale     | Brian McKeever · Stanislav Chokhalev · Thomas Clarion         | [ 1 ]      |
| 10:35   |                       | Ski alpin Slalom géant assis       |                       | 1re manche | -                                                             |            |
| 11:23   |                       | Ski de fond 5 km libre debout      |                       | Finale     | Anna Milena · Yuliia Batenkova-Bauman · Oleksandra Kononova   | [ 1 ]      |
| 11:40   |                       | Ski de fond 5 km libre malvoyants  |                       | Finale     | Elena Remizova · Mikhalina Lyssova · Iuliia Budaleeva         | [ 1 ]      |
| 12:30   |                       | Ski de fond 5 km assis             |                       | Finale     | Andrea Eskau · Lyudmyla Pavlenko · Oksana Masters             | [ 1 ]      |
| 12:45   |                       | Ski de fond 10 km assis            |                       | Finale     | Chris Klebl · Maksym Yarovyi · Grigory Murygin                | [ 1 ]      |
| 13:00   |                       | Ski alpin Slalom géant malvoyants  |                       | 2e manche  | Henrieta Farkašová · Aleksandra Frantceva · Jessica Gallagher | [ 2 ]      |
| 13:15   |                       | Ski alpin Slalom géant debout      |                       | 2e manche  | Marie Bochet · Andrea Rothfuss · Solène Jambaqué              | [ 2 ]      |
| 13:45   |                       | Ski alpin Slalom géant assis       |                       | 2e manche  | Anna Schaffelhuber · Claudia Loesch · Anna-Lena Forster       | [ 2 ]      |
| ?       |                       | Cérémonie de clôture               | -                     | Cérémonie  | -                                                             |            |

### Médailles du jour
| Rang  | Nation     | Or | Argent | Bronze | Total |
| ----- | ---------- | -- | ------ | ------ | ----- |
| 1     | Russie     | 3  | 4      | 3      | 10    |
| 2     | Allemagne  | 2  | 1      | 1      | 4     |
| 3     | Canada     | 2  | 0      | 0      | 2     |
| 4     | France     | 1  | 0      | 2      | 3     |
| 5     | Slovaquie  | 1  | 0      | 0      | 1     |
| 6     | Ukraine    | 0  | 3      | 1      | 4     |
| 7     | Autriche   | 0  | 1      | 0      | 1     |
| 8=    | Australie  | 0  | 0      | 1      | 1     |
| 8=    | États-Unis | 0  | 0      | 1      | 1     |
| Total | Total      | 9  | 9      | 9      | 27    |